# Біскупець (гміна, Ольштинський повіт)
Гміна Біскупець (пол. Gmina Biskupiec) — місько-сільська гміна у північній Польщі. Належить до Ольштинського повіту Вармінсько-Мазурського воєводства.
Станом на 31 грудня 2011 у гміні проживало 19371 особа.

## Територія
Згідно з даними за 2007 рік площа гміни становила 290.38 км², у тому числі:
- орні землі: 56.00%
- ліси: 25.00%

Таким чином, площа гміни становить 10.22% площі повіту.

## Населення
Станом на 31 грудня 2011:
| Опис     | Загалом | Загалом | Чоловіки | Чоловіки | Жінки | Жінки |
| -------- | ------- | ------- | -------- | -------- | ----- | ----- |
| одиниця  | осіб    | %       | осіб     | %        | осіб  | %     |
| все      | 19371   | 100     | 9422     | 48.64    | 9949  | 51.36 |
| міське   | 10706   | 100     | 5043     | 47.10    | 5663  | 52.90 |
| сільське | 8665    | 100     | 4379     | 50.54    | 4286  | 49.46 |

## Сусідні гміни
Гміна Біскупець межує з такими гмінами: Барчево, Дзьвежути, Єзьорани, Кольно, Сорквіти.